# Sporting Nevok Gruitrode
Sporting Nevok Gruitrode is een Belgische voetbalclub uit Gruitrode. De club is aangesloten bij de KBVB met stamnummer 5840 en heeft geel-blauw als kleuren. Nevok Gruitrode speelt in de provinciale reeksen.

## De Club
De terreinen van Nevok Gruitrode liggen aan de Harmonieweg 38.

Het complex omvat 2 volwaardige voetbalterreinen en 1 trainingsveld.

## Resultaten
| Seizoen | Klasse | Klasse | Klasse | Klasse | Klasse | Klasse | Klasse | Klasse | Klasse | Reeks                                                    | Punten                                                   | Opmerkingen                                              |
|         | 1A     | 1B     | 1Am    | 2Am    | 3Am    | P.I    | P.II   | P.III  | P.IV   | Vanaf 2016-17 zijn er 3 nationale en 2 regionale niveaus | Vanaf 2016-17 zijn er 3 nationale en 2 regionale niveaus | Vanaf 2016-17 zijn er 3 nationale en 2 regionale niveaus |
| ------- | ------ | ------ | ------ | ------ | ------ | ------ | ------ | ------ | ------ | -------------------------------------------------------- | -------------------------------------------------------- | -------------------------------------------------------- |
| 2016/17 |        |        |        |        |        |        | 8      |        |        | Tweede Prov. Lim. A                                      | 43                                                       |                                                          |
| 2017/18 |        |        |        |        |        |        | 8      |        |        | Tweede Prov. Lim. A                                      | 44                                                       |                                                          |
| 2018/19 |        |        |        |        |        |        | 13     |        |        | Tweede Prov. Lim. A                                      | 37                                                       |                                                          |
| 2019/20 |        |        |        |        |        |        | 7      |        |        | Tweede Prov. Lim. A                                      | 37                                                       | Vroegtijdig stopgezet wegens de Coronacrisis             |
| 2020/21 |        |        |        |        |        |        | -      |        |        | Tweede Prov. Lim. B                                      | -                                                        | Seizoen geschrapt wegens de Coronacrisis                 |
| 2021/22 |        |        |        |        |        |        | 4      |        |        | Tweede Prov. Lim. B                                      | 46                                                       |                                                          |
| 2022/23 |        |        |        |        |        |        | 5      |        |        | Tweede Prov. Lim. B                                      | 51                                                       | Promotie via eindronde                                   |
| 2023/24 |        |        |        |        |        | 13     |        |        |        | Eerste Prov. Lim.                                        | 30                                                       |                                                          |
| 2024/25 |        |        |        |        |        | 15     |        |        |        | Eerste Prov. Lim.                                        | 21                                                       |                                                          |
| 2025/26 |        |        |        |        |        |        |        |        |        | Tweede Prov. Lim. B                                      |                                                          |                                                          |